# Bessarakpenbe
 Bessarakpenbe  è un villaggio nella Prefettura di Bassar nella regione di Kara nel nord-ovest del Togo.